# Велиева, Ламия Ровшан кызы
Ламия Ровшан кызы Велиева (азерб. Lamiyə Rövşən qızı Vəliyeva; род. 5 апреля 2002) — азербайджанская паралегкоатлетка, специализирующаяся в беге на короткие дистанции и выступающая в категории T13 (с нарушением зрения), победительница и серебряная призёрка летних Паралимпийских игр 2020 в Токио в беге на 400 и 100 м соответственно, победительница и серебряная призёрка летних Паралимпийских игр 2024 в Париже в беге на 100 и 400 м соответственно, действующая рекордсменка мира в беге на 100 м (T13) и рекордсменка Паралимпийских игр в беге на 400 м (T13; до 7 сентября 2024)
Также Ламия Велиева — чемпионка мира среди паралимпийцев 2023 и 2024 годов в беге на 100 и 400 м, бронзовая призёрка третьей лиги командного чемпионата Европы 2019 года в эстафете 4x100, чемпионка Азербайджана в беге на 100 и 200 м (2021). Заслуженный мастер спорта Азербайджанской Республики (2022). Кроме этого в 2023 году на чемпионате мира поставила рекорд турнира в беге на 100 м, пробежав дистанцию за 11,89 секунд.

## Биография

### Ранние годы. Начало спортивной карьеры
Ламия Велиева родилась 5 апреля 2002 года. Когда девочке было 11 лет, у неё появилась тяга к спорту.
Первое соревнование Велиевой состоялось в ноябре 2015 года в турецкой Конье. На этом турнире Велиева в забеге на 100 метров и в эстафете заняла первое место.
В 2016 году заняла 5-е место на турнире в помещении Minsk Christmas Starts среди девушек до 20 лет в городе Минск в беге на 60 м. В июле 2017 года выступила на XIV летнем Европейском юношеском Олимпийском фестивале в Дьёре: в беге на 100 м с результатом в 25,68 с она стала 4-й во втором забеге полуфинала, а в эстафете 4x100 также заняла 4-е место во втором забеге полуфинала.
В январе 2018 года стала чемпионкой города Баку в беге на 400 м в помещении. В феврале этого же года заняла третье место в четвёртом забеге полуфинала на международном турнире в Минске среди девушек до 20 лет в беге на 400 м в помещении.
В 2018 году на чемпионате Европы среди девушек до 18 лет в беге на 200 м заняла 6-е место во втором забеге полуфинала. В этом же году на чемпионате Европы среди малых стран в городе Шан заняла 3-е место в финале 1.
В январе 2019 года Велиева стала чемпионкой Баку в беге на 400 м, серебряной призёркой в беге на 200 м в помещении и победительницей чемпионата Азербайджана среди девушек до 18 лет в беге на 200 м в помещении.
В феврале 2019 года Велива стала серебряной призёркой чемпионата Азербайджана в беге на 200 м в помещении и чемпионкой в беге на 400 м. В мае 2019 года Велиева стала чемпионкой Баку в беге на 100 м и на 400 м, а также серебряной призёркой в беге на 200 м. В июне этого же года выиграла чемпионат Азербайджана среди девушек до 18 лет в беге на 200 м и на 400 м, а также мемориальный турнир памяти Афгана Сафарова.
В июле 2019 года выступила на XV летнем Европейском юношеском Олимпийском фестивале в Баку, где во втором забеге полуфинала в беге на 200 м заняла 5-е место. В августе 2019 года выиграла бронзовую медаль третьей лиги командного чемпионата Европы в Скопье в эстафете 4x100 м.
В январе 2020 года Велиева стала чемпионкой Баку в беге на 200 и 400 м в помещении. В этом же году стала чемпионкой страны в беге на 60 и 200 и в помещении. В сентябре этого же года Ламия Велиева стала чемпионкой Баку в беге на 100 и 200 м.
В мае 2021 года выиграла мемориальный турнир памяти Афгана Сафарова в беге на 200 м и на 400 м. В июне 2021 года Велиева стала чемпионкой Азербайджана в беге на 100 и 200 м. В этом же месяце заняла третье место в финале 2 Балканских игр в Сербии.

### Переход в Паралимпизм и дальнейшая карьера
В 2021 году на летних Паралимпийских играх в Токио Ламия Велиева стала первой в финале забега на 400 м, пробежав дистанцию за 55,00 секунд и побив рекорд Паралимпийских игр. На этих же играх Велиева взяла серебро в беге на 100 м, отстав на 0,03 секунды от победительницы из Испании.
Распоряжением президента Азербайджанской Республики Ильхама Алиева от 6 сентября 2021 года Ламия Велиева за высокие достижения на XVI летних Паралимпийских играх в Токио и заслуги в развитии азербайджанского спорта была награждена орденом «За службу Отечеству I степени».
В августе 2022 года Велиева была удостоена звания Заслуженного мастера спорта Азербайджана.
В июне 2023 года выиграла Мемориал Афгана Сафарова в Баку в беге на 200 и 400 метров. Позже приняла участие на III Европейских играх в Польше. В соревнованиях по лёгкой атлетике Велиева в составе сборной Азербайджана выступала в дивизионе 3. Дистанцию 400 м она пробежала за 55,79 секунды, заняв пятое место в своей подгруппе и показав пятый результат среди 15-и участниц. Команда Азербайджана с Велиевой в составе пробежала эстафету 4x400 метров за 3:31.55 минут, став второй в своей подгруппе и седьмой среди 14-и сборных.
В июле 2023 года на чемпионате мира мира по лёгкой атлетике (МПК) 2023 в Париже стала чемпионкой мира в беге на 100 метров категории T13, завоевав также лицензию на Паралимпийские игры 2024. Через неделю Велиева завоевала второе золото чемпионата мира, в беге на 400 м, пробежав дистанцию за 55,34 секунды и завоевав вторую лицензию на Паралимпиаду.
В августе 2023 года выступила на Всемирной Универсиаде в Чэнду, где сумела дойти до полуфинала в беге на 400 метров. Здесь она обновила свой личный рекорд, пробежав дистанцию за 54,83 секунды. В итоге Велиева заняла 13-е место и не сумела пробиться в финал.
В мае 2024 года выиграла две золотые медали на чемпионате мира мира по лёгкой атлетике (МПК) 2024, прошедшем в Кобе (Япония), в забеге на дистанцию 100 метров, пробежав дистанцию за 11,94 секунды, и в забеге на дистанцию 400 метров, пробежав дистанцию за 55,03 секунды.
В 2024 году Валиева стала паралимпийской чемпионкой во второй раз, пробежав 100 метров за 11,76 секунды в финале летних Паралимпийских игр, которые прошли в Париже. Она также установила новый мировой рекорд, обновив предыдущий лучший результат Лейлы Аджаметовой в 11,79 секунды, зафиксированный на Паралимпиаде в Рио 2016 года. На этих же Играх Велиева выступила в беге на 400 метров. Здесь она пробежала дистанцию за 55,09 секунды, на 0,09 секунд хуже своего результата в Токио. С этим результатом она заняла второе место, уступив чемпионство Райан Суарес да Силве из Бразилии, пробежавшей за 53,55 секунды.
Распоряжением президента Азербайджанской Республики Ильхама Алиева от 10 сентября 2024 года Ламия Валиева за высокие достижения на XVII летних Паралимпийских играх в городе Париж Франции и заслуги в развитии азербайджанского спорта была награждена орденом «Слава». Указом президента, датированным тем же днем, ей также была присуждена денежная премия в размере 200 000 манатов за первое место на Паралимпийских играх и 100 000 манатов за второе место.
В мае 202 года на соревнованиях UNG Meeting в Ташкенте, турнире бронзовой категории Мировой атлетик в беге на 200 метров показала результат 24,35 секунды и завоевала бронзовую медаль.

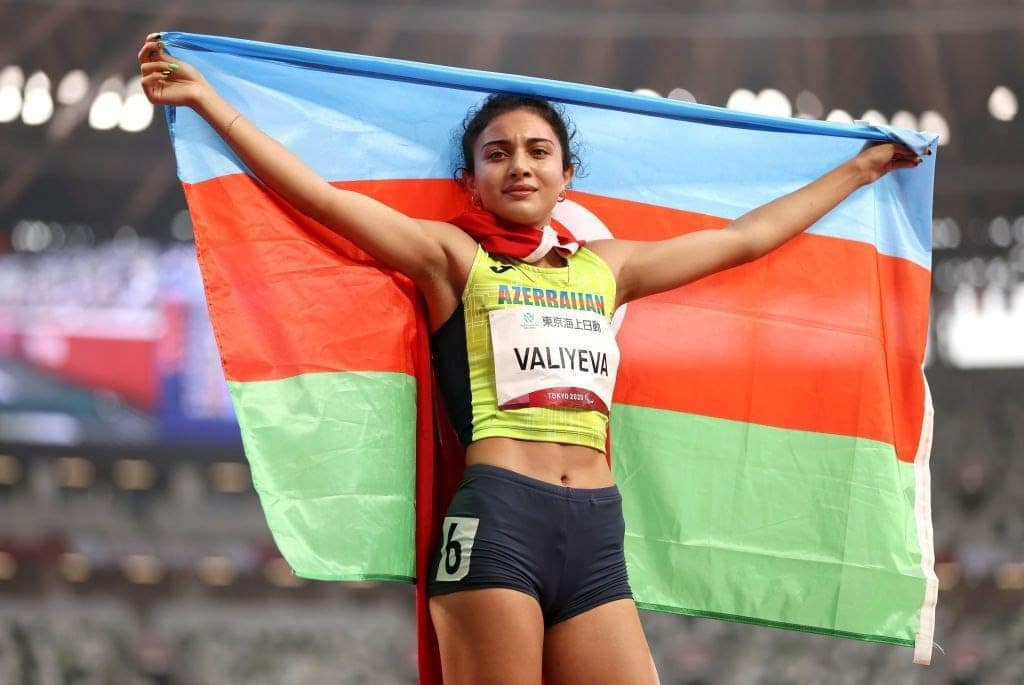
Ламия Велиева после победы на Паралимпийских играх 2020 в Токио
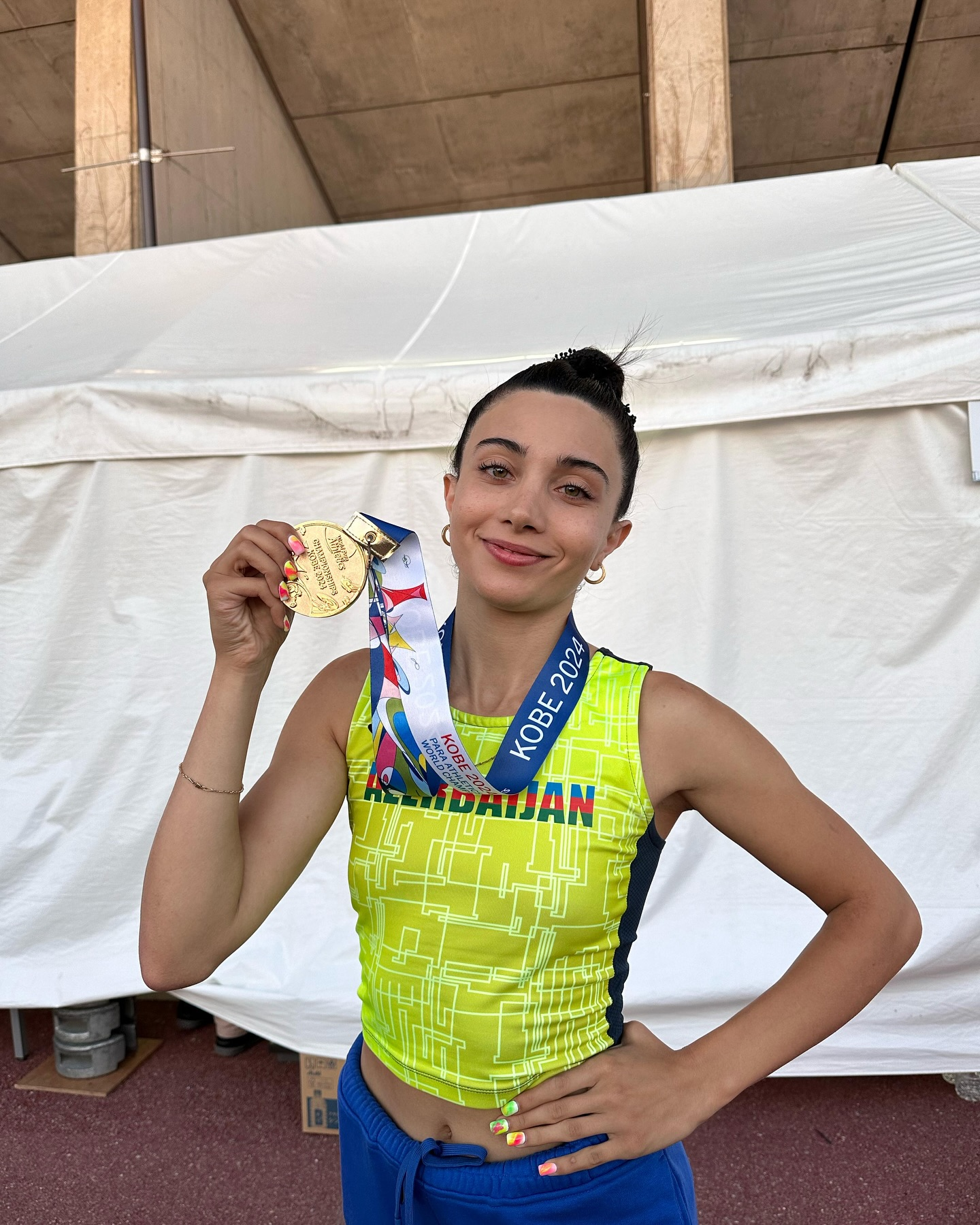
Ламия Велиева с золотой медалью чемпионата мира 2024 года в Кобе
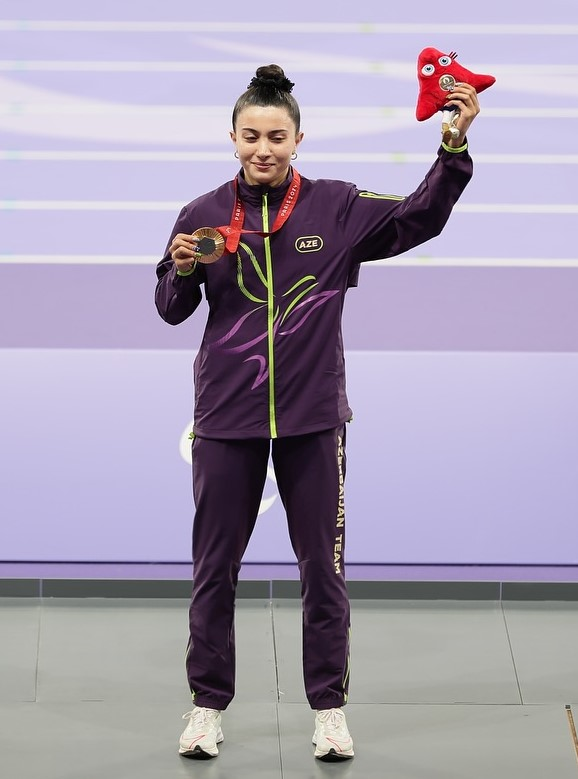
Ламия Велиева на церемонии награждения Паралимпийских игр 2024 в Париже

## Семья
- Супруг — Тембо Монаренг[26], южноафриканский легкоатлет, специализирующаяся в беге на короткие дистанции, бронзовый призёр Летней Универсиады 2021 в эстафете 4×100 м[англ.][27][28].